# Витри-ле-Франсуа
Витри-ле-Франсуа (фр. Vitry-le-François) — город во Франции, в департаменте Марна. Население около 16 000 жителей (1999).

## Топоним
Поэтическое название Витри-ле-Франсуа — Розовый город (из-за розового цвета мостовых).

## История

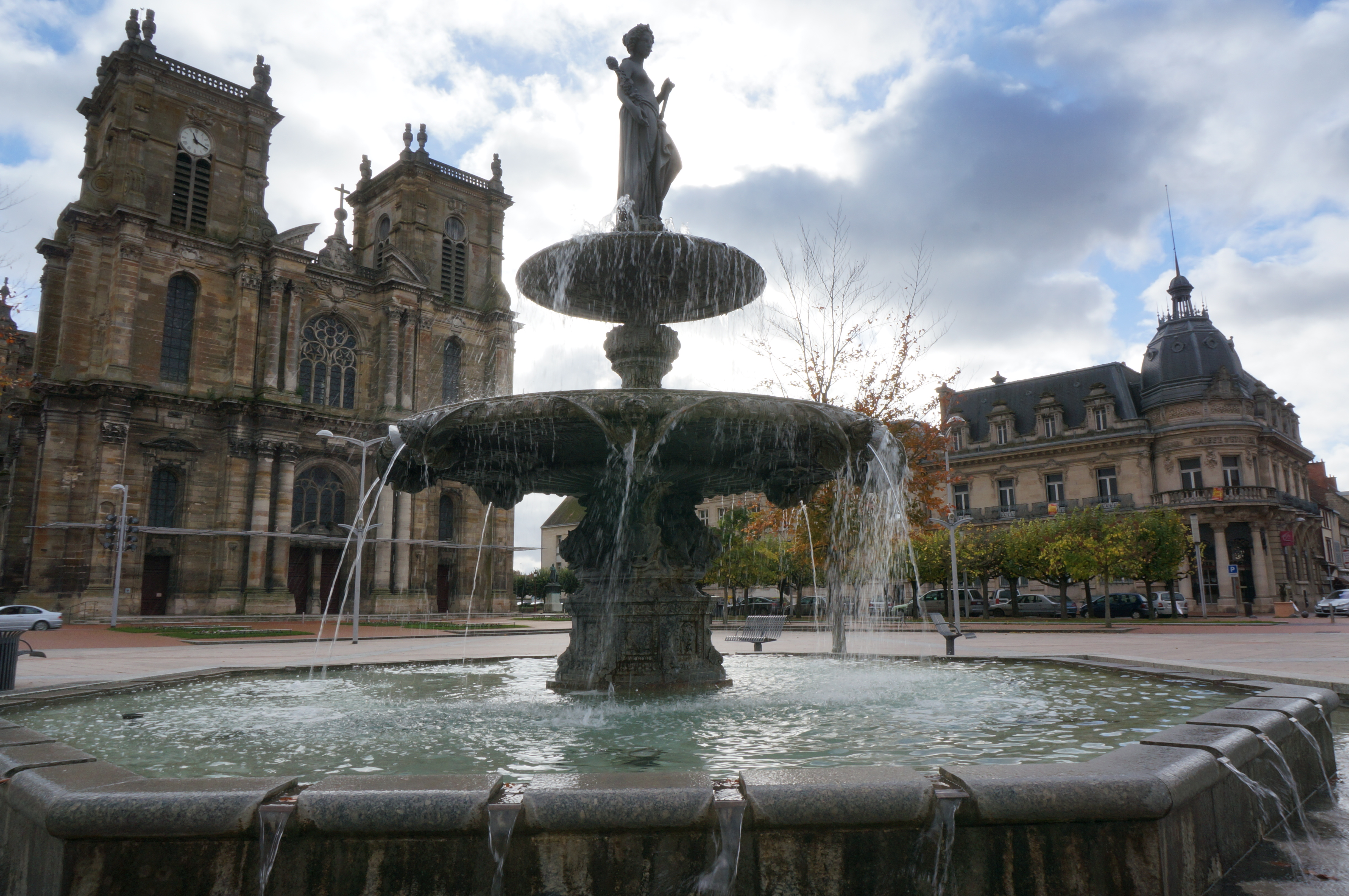
Городской центр

Город получил вторую часть названия в честь Франциска I, отстроившего его заново после того, как в 1544 году старый Витри был полностью разрушен армией Карла V (город был восстановлен не в точности на прежнем месте, и остатки старинных укреплений сохранились в близлежащей деревушке Витри-ан-Пертуа).
6 ноября 1929 года Восточный экспресс в Витри-ле-Франсуа наехал на стоящий грузовой поезд, в результате чего машинист локомотива, кочегар и кондуктор погибли.
С Витри-ле-Франсуа были связаны биографии математика Абрахама де Муавра и социалиста-утописта Этьенна-Габриэля Морелли.

## Экономика
В Витри-ле-Франсуа начинаются каналы Марна-Сона, соединяющий бассейны Сены и Роны, и Марна-Рейн.

## Города-побратимы
- Таубербишофсхайм (нем. Tauberbischofsheim), Германия